# Esquirol pigmeu de l'Istme
L'esquirol pigmeu de l'Istme (Microsciurus isthmius) és una espècie de rosegador de la família dels esciúrids. Viu al nord-oest de Colòmbia i les parts adjacents de Panamà. El seu hàbitat natural són les selves pluvials, on viu a altituds d'entre 0 i 1.150 msnm. Té una llargada de cap a gropa de 120-165 mm, la cua de 98-150 mm i un pes de 120 g. El seu nom específic, isthmius, significa ‘de l'istme’ en llatí i es refereix a l'Istme de Panamà.